# Elliott-Cresson-Medaille

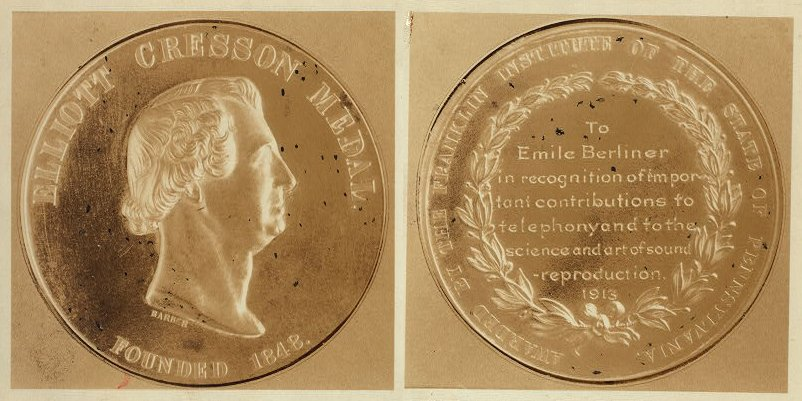
Elliott Cresson Medaille an Irving Berliner 1913

Die Elliott-Cresson-Medaille, englisch Elliott Cresson Medal, war die höchste Auszeichnung des Franklin Institute. Sie wurde von 1875 bis 1997 an insgesamt 269 Personen vergeben. Namensgeber war der Philanthrop Elliott Cresson (1796–1854), der dafür 1848 1000 Dollar stiftete. Seit 1998 vergibt das Franklin Institute nur noch die Benjamin Franklin Medal. Sie wurde sowohl für Leistungen in der Wissenschaft als auch in Handwerk und Industrie, für Ingenieure und für Erfindungen vergeben und nicht nur an Personen, sondern auch an Firmen und Institutionen.

## Preisträger
- 1875 William Gibson Arlington Bonwill, für ein Gerät zur Herstellung der Goldhämmerfüllung an Zähnen; Fiss, Banes, Erben & Co. für Wollknäuel; Powers & Weightman für Medikamentenherstellung; W. P. Tatham für eine Druckerpresse; Benjamin Chew Tilghman für Sandstrahler; Joseph Zentmayer für Mikroskope und Objektive
- 1877 John Charlton für Schaftkopplung; P. H. Dudley für den Dynamographen
- 1878 Henry Bower für nicht-riechbares Glycerin; Cyrus Chambers für einen Bolzenschneider (Bolt and river clipper); Williams Farr Goodwin für Vergleichstests von Mähmaschinen
- 1879 Norbert Delandtsheer für eine Maschine, die Flachs testet
- 1880 L. H. Spellier für einen Zeit-Telegraphen
- 1881 W. Woodnut Griscom für einen elektrischen Induktionsmotor und eine Batterie
- 1885 Cyprien Chabot für eine Schuh-Schnitt-Maschine; Frederick Siemens für einen Gasbrenner
- 1886 Patrick Bernard Delany, synchrone Telegraphie; Thaddeus S. C. Lowe Synthesegas-Prozess und Apparat dazu; Ott & Brewer für Porzellan; Pratt & Whitney Measurement Systems für Getriebe; R. H. Ramsay für einen Apparat zum Transport von Eisenbahnwagen; Liberty Walkup für einen Airbrush
- 1887 Charles F. Albert für Violinen und Bögen; Hugo Bilgram für eine Zahnrad-Schneidmaschine; Alfred H. Cowles für einen elektrischen Schmelzofen; Edward Alfred Cowper für einen schreibenden Telegraphen
- 1889 Ottmar Mergenthaler für die Linotype Druckmaschine; T. Hart Robertson für einen schreibenden Telegraphen; George Frederick Simonds für eine universelle Rollmaschine
- 1890 J. B. Hammond für Verbesserung von Schreibmaschinen; Herman Hollerith für seine Lochkartenmaschine; Mayer Hayes & Co. für die Herstellung von Aktenschränken (files)
- 1891 Stockton Bates für Spinnereitechnik; James H. Bevington für Schweisstechnik und Formtechnik von Röhren; Bradley Allen Fiske für einen Entfernungsmesser; Tinius Olsen für eine Prüfmaschine; Edwin F. Shaw Spinnereitechnik; Samuel M. Vauclain für eine Verbunddampflokomotive; George M. Von Culin für Spinnereitechnik
- 1892 Philip H. Holmes für Kugellagertechnik (Composition of Journal Bearings); Henry M. Howe für Stahl-Metallurgie
- 1893 Clifford H. Batchellor für eine Lokomotive; Frederic Eugene Ives für Farbfotografie; George E. Marks für Verbesserung von Prothesen; Paul von Jankó für seine Klaviertastatur
- 1894 Nikola Tesla für Wechselstrom hoher Frequenz
- 1895 Henry M. Howe für experimentelle Untersuchungen an Stahl; James Peckover für eine Steinschneidemaschine; Lester Pelton für Wasserturbinen
- 1896 Patrick Bernard Delany für Telegraphie mit hoher Geschwindigkeit; Tolbert Lanston für eine Monotype-Maschine
- 1897 Hamilton Young Castner für ein Elektrolyse-Verfahren von Alkalichloriden; Elisha Gray für einen Vorläufer der Fax-Maschine (Telautograph); Charles Francis Jenkins für den Phantascope Projektor; Wilhelm Conrad Röntgen für Röntgenstrahlen; Joseph Wilckes für Econometer
- 1898 Wilbur Olin Atwater und Edward Bennett Rosa für das Atwater-System zur Ermittlung des Energiegehalts von Nahrung, Thomas Corscaden für Herstellung eines Flaschenzugs aus Stahl; Clemens Hirschel für das Venturi-Meter; Henri Moissan für seinen elektrischen Ofen
- 1900 American Cotton Company für ihr Ballensystem (Round Lap Bale System); Louis Edward Levy Ätztechnik von Metallplatten; Pencoyd Iron Works für Brückenkonstruktion; United States Geological Survey für ihre Ausstellung; Carl Auer von Welsbach für Forschung in der Chemie der Metalloxide
- 1901 Rudolf Diesel für den Dieselmotor; John S. Forbes und A. G. Waterhouse für ein automatisches Sterilisationsverfahren (Erhitzen Flüssigkeit); L. M. Haupt (Reaction Breakwater, Ingenieurwesen); Mason and Hamlin für die Liszt Orgel
- 1902 Charles Ernest Acker für Herstellung konzentrierter Alkalimetalle und Halogengase; Fred W. Taylor und Maunsel White III. für ein Verfahren zur Stahlherstellung für Werkzeuge
- 1903 G. H. Clam für ein Verfahren Metalle aus Mischungen zu entfernen; J. L. Ferrell für ein Verfahren, Holz widerstandsfähiger gegen Brände zu machen; Wilson Lindsley Gill für einen Schulplan in Städten; Victor Goldschmidt für seine Harmonietheorie in der Musik; Frank Julian Sprague für Elektromotoren
- 1904 James Mapes Dodge für sein Verfahren Kohle zu lagern; Wilson Lindsley Gill für Schule; Hans Goldschmidt für die Thermit-Erfindung; L. E. Levy für eine Maschine, die Platten für Metallätzung vorbereitet; L. D. Lovekin für Maschinen zur Röhrenverarbeitung; A. E. Outerbridge Jr. für molekulare Struktur von Gusseisen; J. C. Parker für einen Dampferzeuger
- 1905 Elisha Gray nochmals für seinen Telautograph; Mihajlo Pupin für die Reduktion des Eindringens elektrischer Wellen
- 1906 American Paper Bottle für Milchflaschen aus Pappe; William Joseph Hammer für seine Sammlung historischer Glühlampen
- 1907 Baldwin locomotive Works für Beiträge der Entwicklung der Lokomotive in den USA; J. L. Borsch für eine neue bifokale Linse; J. Allen Heany für ein feuerbeständiges isoliertes Kabel; F. Philips für die Herstellung von Flaschenzügen aus Stahl; Edwin R. Taylor für einen elektrischen Ofen
- 1908 Romeyn Beck Hough für die Verwendung amerikanischer Holzsorten; Anatole Mallet für seine Lokomotive
- 1909 Marie Curie und Pierre Curie für die Entdeckung von Radium; Wolfgang Gaede für seine Vakuumpumpe; James Gayley Hochofentechnik; Auguste Lumière und Louis Lumière für Farbfotografie; Georges Owen Squier für Multiplex-Telefonie; Benjamin Talbot Verfahren der Stahlbehandlung an offenem Ofen; W. V. Turner Luftdruck-Bremse; Underwood Typewriter Company für ihre Schreibmaschine; Alexis Vernasz (Feilen, milling files), H. A. Wise Wood für die Autoplate Machine.
- 1910 Automatic Electric Company für automatisiertes Telefonieren; John Brashear für astronomische Instrumente; Peter Cooper-Hewitt für Quecksilber-Gleichrichter; John Fritz für herausragende Leistungen in der Eisen- und Stahlindustrie; Robert Hadfield für Leistungen in Metallurgie; Ernest Rutherford für Arbeiten in der Elektrizitätslehre; Joseph John Thomson für Arbeiten in der Physik; Edward Weston für Arbeiten über elektrische Instrumente; Harvey Washington Wiley für Chemie in der Landwirtschaft
- 1912 Alexander Graham Bell; William Crookes; Alfred Noble (Bauingenieurwesen); Edward W. Morley für die Bestimmung fundamentaler Größen in der Chemie; Albert A. Michelson physikalische Optik; Henry Enfield Roscoe Chemie; Samuel Wesley Stratton Metrologie; Elihu Thomson Elektroindustrie; Adolf von Baeyer organische Chemie
- 1913 Emile Berliner Telephonie und Schallwiedergabe; Emil Fischer organische Chemie und Biochemie; William Ramsay Chemie; Isham Randolph Bauingenieurwesen; Lord Rayleigh Physik; Albert Sauveur Metallurgie von Eisen und Stahl; Charles P. Steinmetz Elektrotechnik
- 1914 J. M. von Eder, Photochemie; Carl von Linde, Gasverflüssigung und Tiefkühltechnik; Orville Wright, Flug
- 1915 Michael Joseph Owens, automatische Maschine zur Erzeugung von Glasflaschen
- 1916 American Telephone & Telegraph (ATT); Byron E. Eldred, Glühfaden für Glühlampen; Robert Gans, Permutit-Verfahren für weicheres Wasser
- 1917 Edwin Fitch Northrup für Untersuchung elektrischer Öfen bei hoher Temperatur
- 1918 Isaac Newton Lewis für das Lewis-Maschinengewehr
- 1920 William Le Roy Emmet, elektrische Schiffsantriebe
- 1923 Lee De Forest für das Audion; Raymond D. Johnson, hydraulisches Ventil; Albert Kingsbury, Kugellager
- 1925 Francis Hodgkinson, Dampfturbinen
- 1926 George Ellery Hale, Astronomie; Charles S. Hastings, Optik
- 1927 Dayton Miller, Akustik
- 1927 Edward Leamington Nichols, Physik
- 1928 Gustaf W. Elmen, Permalloy; Henry Ford Automobilindustrie; Vladimir Karapetoff Rechenmaschinen; Charles Lawrance, für den Wright R-790 Whirlwind Flugzeugmotor
- 1929 James Irvine, Kohlenwasserstoff-Chemie; Chevalier Jackson chirurgische Instrumente; Elmer Ambrose Sperry, nach ihm benanntes Gyroskop
- 1930 Norman Rothwell Gibson, Messung des Flusses von Flüssigkeiten in geschlossenen Kreisläufen; Irving Edwin Moultrop, Hochdruckdampfkessel für Kraftwerke
- 1931 Clinton Davisson, Lester Germer, Elektronenbeugung an Kristallen; Kotaro Honda, Metallurgie, Theodore Lyman, Spektroskopie
- 1932 Percy Williams Bridgman, Hochdruckphysik; Charles Legeyt Fortescue, Elektroingenieur (symmetrische Koordinaten in Polyphasen-Netzwerken); John B. Whitehead, Dielektrika
- 1933 Walther Bauersfeld, Planetarien; Juan de la Cierva, Autogyro (Helikopter-Vorläufer)
- 1934 Stuart Ballantine, Radioantennen; Union Switch & Signal für automatisierte Kontrollsysteme für Züge
- 1936 George O. Curme Jr., Entwicklung der Synthese Aliphatischer Kohlenwasserstoffe; Robert Jemison Van de Graaff für seinen Generator
- 1937 Carl David Anderson für die Entdeckung des Positrons; William Bowie für Beiträge zur Geodäsie (Isostasie); Jacques E. Brandenberger, Cellophan-Produktion; William Francis Giauque, Tieftemperaturphysik; Ernest Lawrence, Zyklotron
- 1938 Edwin Herbert Land, Polaroid;
- 1939 Charles Boys für neue Messmethoden in Gravitation, Akustik, Elektrizitätslehre, bei Wärme und Strahlung; George Ashley Campbell Theorie elektrischer Schaltkreise für Verbesserungen in der Telefonie; John Renshaw Carson, Single-Sideband-Modulation
- 1940 Frederick M. Backet Metallurgie; Robert R. Williams Forschungen zur Vitamin B1
- 1941 United States Navy für Druckkammern gegen Taucherkrankheit
- 1942 Claude Hudson, Kohlenwasserstoff-Chemie; Isidor Isaac Rabi, Messung der Kernmomente
- 1943 Charles Metcalf Allen für die Messung des Wasserflusses in Röhren (Salt Velocity Method)
- 1944 Roger Adams, organische Chemie
- 1945 Stanford Caldwell Hooper, Radiotechnik für US-Navy; Lewis Ferry Moody, hydraulische Turbinen
- 1946 Gladeon M. Barnes, Militärtechnik (Flugabwehrgeschütze, Panzer, Küstenartillerie)
- 1948 Edwin H. Colpitts, Radiotechnik (Colpitts-Oszillator)
- 1950 Basil Schonland, Physik von Blitzen
- 1952 Edward C. Molina, Telefonschaltwerke und deren Analyse; H. Birchard Taylor, Turbinen (Single runner vertical reaction turbine)
- 1953 William Blum, Physik elektrolytischer Anlagerung von Metallen; George R. Harrison, genaue Messung des Zeeman-Effekts; William Frederick Meggers, Spektroskopie
- 1955 Frank Philip Bowden, Physik der Reibung zwischen Festkörpern
- 1957 Willard Libby, Radiokohlenstoffdatierung; Reginold James Seymour Pigott, als Ingenieur, Unternehmer und Erfinder; Robert Watson-Watt, Radar
- 1958 Joseph C. Patrick, Polymer-Chemie und ein neues Verfahren zur Herstellung von synthetischem Kautschuk; Stephen P. Timoshenko, Elastizitätstheorie
- 1959 John Hays Hammond, Fernsteuerung von Fahrzeugen; Henry Charles Harrison, Elektrotechnik (Matched Impedance Prinzip für elektromechanische Apparate); Irving Wolff für Beiträge zur Radio, Radar und Elektronik
- 1960 Hugh Latimer Dryden Aerodynamik (Windkanal, Flugzeugentwurf), erste Radar-gelenkte Rakete; Arpad Nadai, Elastizitätstheorie; William Francis Gray Swann, kosmische Höhenstrahlung
- 1961 Donald A. Glaser, Blasenkammer; Rudolf Mößbauer für den nach ihm benannten Effekt; Reinhold Rüdenberg Elektrotechnik (Wechselstromgeneratoren u. a.); James Van Allen, Weltraum-Pionier
- 1962 James G. Baker astronomische Instrumente, Theorie des Entwurfs optischer Systeme; Wernher von Braun, Raketen
- 1963 Nicholas Christofilos, Synchrotron u. a.; Grote Reber, Radioastronomie
- 1964 Waldo Semon, synthetische Kautschukproduktion; Richard V. Southwell, Elastizitätstheorie (Knickprobleme); Robert R. Wilson, Physik Teilchenbeschleuniger und Detektoren an Teilchenbeschleunigern
- 1965 Donald Van Slyke, Verfahren und Apparate in klinischer Chemie
- 1966 Everitt P. Blizard, Theorie des Strahlenschutzes
- 1966 Herman F. Mark, Polymere
- 1968 Neil Bartlett, Verbindungen von Edelgasen (Xenon, Radon) mit Fluor
- 1969 Henry Eyring, Quantenchemie; Peter Carl Goldmark, Elektronik
- 1970 Walter Henry Zinn, Kernreaktortechnik
- 1971 Paul Flory, Polymerchemie; John Hasbrouck Van Vleck, Theorie von Magnetismus und Dielektrika
- 1972 Brian D. Josephson, für den nach ihm benannten Effekt; William P. Lear, Autopilot und Lear-Jet
- 1973 Allan Rex Sandage, Astronomie; John Paul Stapp, Unfallforschung bei Kraftfahrzeugen
- 1974 Theodore L. Cairns, Chemie; Robert Henry Dicke für seine Gravitationsexperimente; Arie Jan Haagen-Smit für Pflanzenhormone und Forschung zur Luftverschmutzung; Bruno Rossi, Gammastrahlenastronomie, kosmische Höhenstrahlung
- 1975 Mildred Cohn, NMR-Analyse von Enzym-Komplexen; Michael James Lighthill, Theorie aerodynamischer Akustik
- 1976 Leon Max Lederman, experimentelle Teilchenphysik
- 1978 Herbert Charles Brown, Synthese Diborane und Alkalimetallhydride; Frank H. Stillinger Computersimulation der Eigenschaften von Wasser
- 1979 Steven Weinberg, Elementarteilchenphysik
- 1980 Riccardo Giacconi, Röntgenastronomie
- 1981 Marion King Hubbert, quantitative Methoden in der Geologie
- 1982 Harold P. Eubank, Plasmaphysik; Edgar Bright Wilson, Molekülstruktur und -dynamik
- 1984 Elizabeth F. Neufeld, Genetik der Mukopolysaccharidose
- 1985 Robert N. Clayton, Massenspektrometer in den Geowissenschaften; Andrei Sacharow für seine Beiträge zur Physik
- 1986 Leo Kadanoff, Theorie Phasenübergänge
- 1987 Gerd Binnig, Heinrich Rohrer, Rastertunnelmikroskop
- 1988 Harry George Drickamer, Hochdruck-Festkörperphysik
- 1989 Edward N. Lorenz, Chaostheorie
- 1990 Marlan Scully, Laserphysik, Quantenoptik
- 1991 Yakir Aharonov, David Bohm für den Aharonov-Bohm-Effekt
- 1992 Tsui Lap Chee für die Entdeckung der Mukoviszidose-Gene
- 1995 Marvin H. Caruthers für seine Beiträge zur Automatisierung der Synthese von Oligonukleotiden; Alfred Y. Cho für die Entwicklung und Verfeinerung von Techniken der Molekularstrahlepitaxie für Anwendungen in der Quantenphysik
- 1997 Irwin Fridovich, Joe M. McCord für die Entdeckung der Biologie freier Radikale in lebenden Organismen